# سلندي
سلندي (بالتركية: Selendi)‏ هي بلدة ومُديريَّة تقع في ولاية مانيسا بتركيا. تصل مساحتها إلى 700.97 كم²، وترتفع عن سطح البحر حوالي 431 م.